# California Love
California Love – utwór rapera 2Paca z gościnnym udziałem Dr. Dre oraz Rogera Troutmana. Został wydany jako powrotny singel 2Paca po jego wyjściu z więzienia. Remix do utworu znalazł się na dwupłytowym albumie All Eyez on Me. Jest to najpopularniejszy utwór 2Paca i został nominowany do pośmiertnego Grammy Awards w dwóch kategoriach w 1997.
Oryginalna wersja nie znajduje się na żadnym z albumów 2Paca, ale można ją znaleźć na płycie z jego największymi hitami zatytułowanej Greatest Hits. Zarówno do oryginalnej wersji jak i do remiksu ukazał się teledysk. Akcja zremiksowanego teledysku rozpoczyna się zaraz po oryginalnej wersji.
Utwór został umieszczony na 320. miejscu listy 500 utworów wszech czasów według magazynu Rolling Stone.

## Listy przebojów
| Kraj | Lista                              | Miejsce |
| ---- | ---------------------------------- | ------- |
| NZL  | Recorded Music NZ                  | 1       |
| USA  | Hot 100                            | 1       |
| USA  | Rhythmic Top 40                    | 2       |
| USA  | Hot Dance Music/Maxi-Singles Sales | 1       |
| USA  | Top 40 Mainstream                  | 34      |

## Certyfikaty i sprzedaż
| Kraj                     | Certyfikat         | Sprzedaż   |
| ------------------------ | ------------------ | ---------- |
| Australia (ARIA)         | złota płyta        | 35 000+    |
| Kanada (MC)              | złota płyta        | 20 000+    |
| Norwegia (IFPI Norge)    | złota płyta        | 10 000+    |
| Nowa Zelandia (RMNZ)     | platynowa płyta    | 10 000+    |
| Stany Zjednoczone (RIAA) | 2x platynowa płyta | 2 000 000+ |
| Wielka Brytania (BPI)    | platynowa płyta    | 600 000+   |
| Włochy (FIMI)            | złota płyta        | 50 000+    |